# ChromiumOS
（前稱Chromium OS）是ChromeOS的開放原始碼開發版本。自2009年11月19日開始，ChromeOS以為名陸續發佈其開發原始碼，並在遵守著BSD授權條款不斷有新版本釋出，並試圖能夠提供絕大多數長時間瀏覽全球資訊網的用戶一個快速、方便且安全的作業系統。
歷史上曾經整體是建立在以Linux核心為主的版本上，而作業系統的的軟體包管理系統則是使用官方Linux發行版的。因此，也有人曾經認為是混合了以及兩個著名版本的作業系統編製而成的，但是現在實際上已經與 Ubuntu 無關，只是單純利用了 的 Portage 而獨立編譯出來的特製化 Linux 作業系統，而這個系統本身也與 Gentoo Linux 無關。 
其實在之前，的工程師已經為了某些型號的小筆電發展出，且不斷對其進行更新研發。所以作為開放原始碼版本的，雖然也作為研發計畫的項目之一，但它所針對的客戶群不再是最終的一般用戶，而是保留給一般開發族群，以因應他們自己的需求來加以開發設計。也因此，一些版本可能比原本版本更能夠得到更多一般用戶的廣泛支持；但相對的，具有自動更新功能的則能讓系統更加穩定便利。此外，用戶得先安裝有其預設主要程式，再與網際網路相連來得到其他相應的服務；相對的，允許用戶自由下載自己喜歡版本的原始碼，安裝於自己的電腦中使用。

## 使用者介面
ChromiumOS整體設計如同負責處理網頁的Google Chrome一般，可以在過去的網頁分頁中執行應用程式。螢幕左上角處提供應用程式的列表分頁，其上會提供包括Gmail、Google Apps與YouTube等Google網路服務的應用程式，以及Facebook和Twitter等瀏覽的輔助程式；與過去其他版本的作業系統相比，這功能取代了傳統的應用程式列表。而在右上角處，ChromiumOS也提供了計算機、時鐘、電量顯示器和網路狀態等工具選單。在通訊軟體的支援上，ChromiumOS已經能夠接受Yahoo!奇摩即時通以及Windows Live Messenger的服務。而當使用者按下功能鍵的F12鍵，便可以如使用瀏覽器一般於多個視窗頁面之間切換；而如果按下功能鍵F8搭配鍵盤上的快捷鍵時，ChromiumOS會優先執行快捷鍵的內容並將剛剛執行的功能先擱置；此外ChromiumOS也有如Google Chrome網頁瀏覽器一般的記憶體管理功能以及命令列介面設計，令包括一些工作的執行和檔案的儲存管理等動作，都可以藉由常見的Linux命令進行。

## 架構
在最初的設計文件中，Google將整個ChromiumOS應用程式分成三層架構：韌體、網頁瀏覽器和視窗管理員，透過這些同時提供系統軟體架構和使用者空間的服務：
- 韌體使得ChromiumOS即使尚未完全解析個人電腦硬體，也能夠快速啟動整個作業系統，這讓作業系統允許使用者透過行動儲存媒體啟動。這種方式在過去並不常出現在一般個人電腦中，特別是小筆電的市場中更是一大創舉。此外，透過韌體還有利於作業系統在每個運作過程中能夠提供有效的安全性驗證步驟，並令作業系統在恢復運作啟動程式時能更加迅速[12]。
- 系統軟體架構主要以Linux核心作為其運作核心，並輔有可改善啟動效能的加速軟體來讓使用者空間的消耗空間盡量減少[12]。此外在守护进程方面，ChromiumOS透過經另行調整過的Upstart軟體，令作業系統得以在為使用者提供優先重要的服務同時，同步為執行失敗的程式進行修補作業。這也讓作業系統不需同步開啟所有的行程來運作，同時能先將能夠優先延遲系統的某些服務執行，讓整體作業系統的啟動速度更為迅速[12]。
- 視窗管理員能同時處理多個用戶端與使用者的交流視窗，其主要運作方式則與其他X視窗系統一致[12]。

## 著名的版本

### ChromiumOS Cherry（櫻桃）
最早被大量下載使用的ChromiumOS版本，是由就讀英國曼徹斯特某所大學的連姆·麥克勞林（Liam McLoughlin）所設計開發的。17歲的他在網路上以Hexxeh為名，於2009年12月4日首次公布了由自己主導開發的ChromiumOS版本，也就是ChromiumOS Cherry（櫻桃）。最初這個版本一度被命名為「Diet Chromium」和「ChromeOS Cherry」，但後來仍改命名為「ChromiumOS Cherry」。整個版本的程式大小約有300MB，其中包括一些支援Wi-Fi的軟體等。

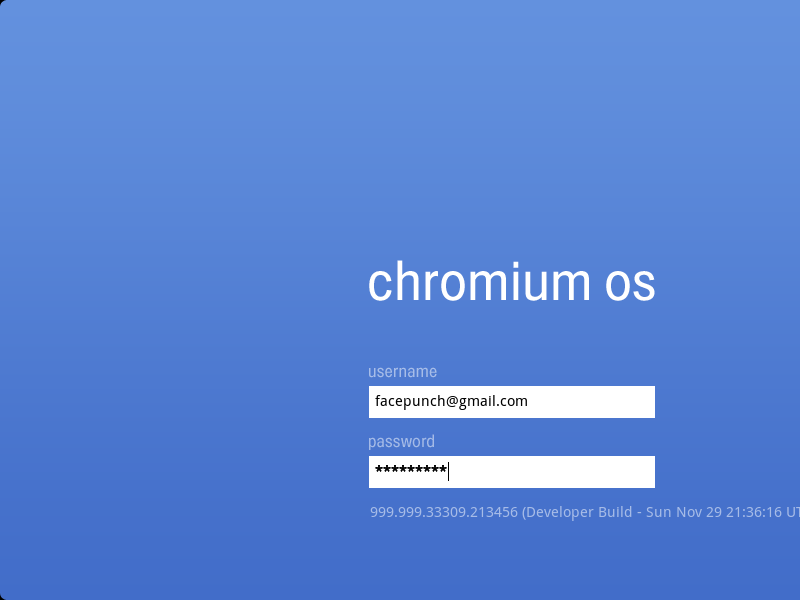
ChromiumOS Cherry（櫻桃）的登錄螢幕截圖。（運行在VMware上）
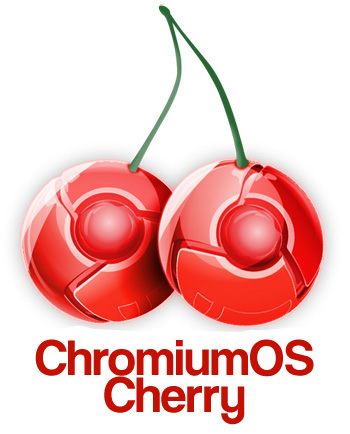
ChromiumOS Cherry（櫻桃）的標誌。
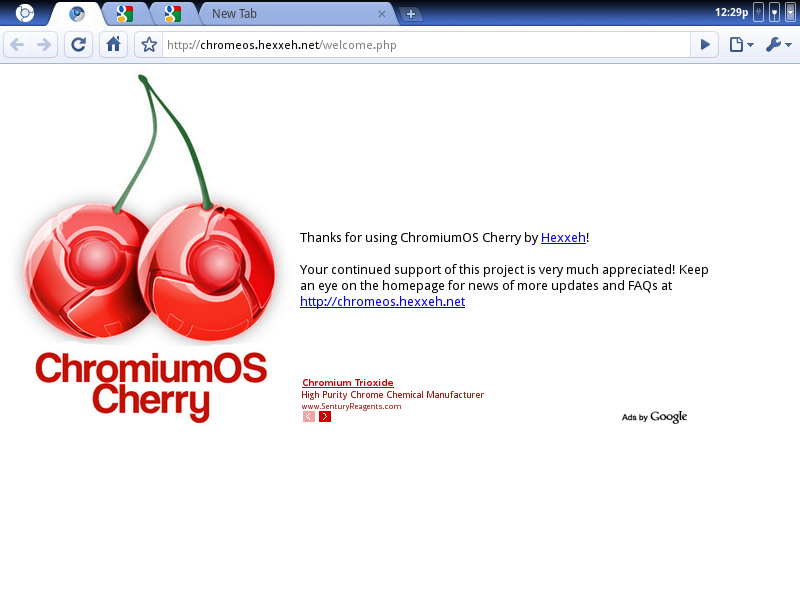
2009年12月4日版本的ChromiumOS Cherry（櫻桃）實際運作截圖。（運行在VMware上）

### ChromiumOS Zero（零）
2009年12月9日，Hexxeh宣布繼Cherry（櫻桃）之後持續開發新版本的系統，也就是之後的ChromiumOS Zero（零）。此時他本人以企圖提供更好的硬體支援和系統的自動更新（這時期大多數的ChromiumOS作業系統都缺乏自動更新的功能），並將此作為下一個版本的努力目標。2010年1月10日，Zero（零）版本正式公布並開放下載。在這個版本之中，Hexxeh設法減少作業系統的大小，使得整個系統大小僅有250MB左右，而不是如同同時期其他版本的ChromiumOS有4GB之譜。也因此相較於其他版本Zero（零）的運作速度極為的快，甚至還能輕易下載到Live CD和Live USB供用戶使用。

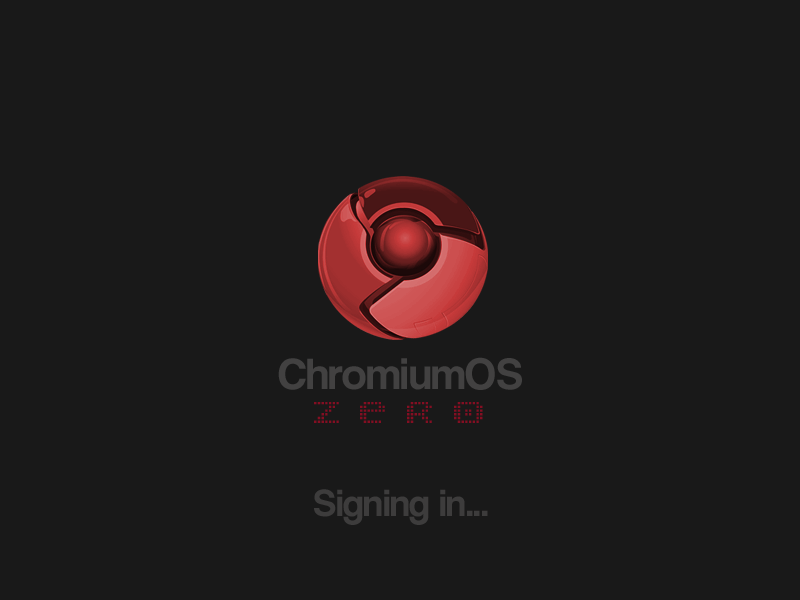
2009年12月9日版本的Chromium OS Zero（零）的登錄螢幕截圖。（運行在VMware上）
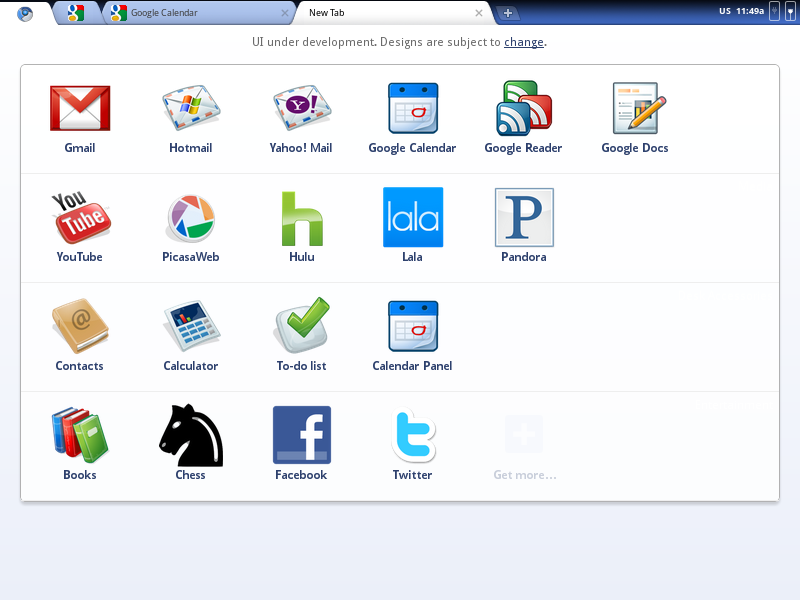
Chromium OS Zero（零）實際運作的主選單截圖。（運行在VMware上）
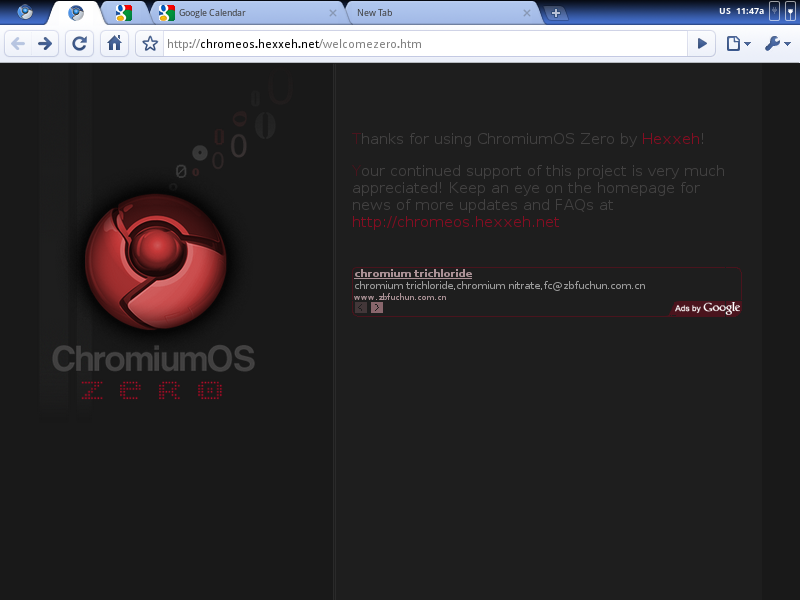
Chromium OS Zero（零）實際運作的桌面截圖。（運行在VMware上）

### ChromiumOS Flow（流）
2010年2月8日，Hexxeh宣布正持續開發一個新的ChromiumOS作業系統版本，這個版本被定名為「ChromiumOS Flow」，或者乾脆簡稱為「Flow（流）」。2010年2月15日，Flow（流）版本正式公布並開放下載。這個版本提供了更好的硬體支援功能，除了支援包括NVIDIA等高階顯卡顯示卡外，甚至還支援一些網路攝影機的運作，Hexxeh也提供了一個電腦硬體的列表來讓用戶了解作業系統支援哪些硬體。在Flow（流）中，首次讓ChromiumOS能夠自動更新整個作業系統。此外還能透過預先安裝的Adobe Systems官方軟體Adobe Flash以及Java來支援HTML5技術的運作，並允許使用戶自己定義系統的主選單或者是自行下載新的應用程式，但受限於軟體使用協定的限制使得Flow（流）並無安裝Adobe Flash Player。
Flow（流）也強化了作業系統與網路互動的能力，在作業系統中的我的菜單中便可自由讓使用者設定網路的連結服務，這包括有Youtube、Gmail、維基百科、Google Talk、Google Voice、Last.fm、Google日曆、Google文件、Facebook、Twitter、俄羅斯方塊和西洋棋等。不過也由於加入眾多功能，使得當用戶在安裝Flow（流）於LiveCD和LiveUSB時，至少得提供將近327MB的容量來安裝主程式，而且至少能提供2GB的隨身碟容量大小才能正常運作。

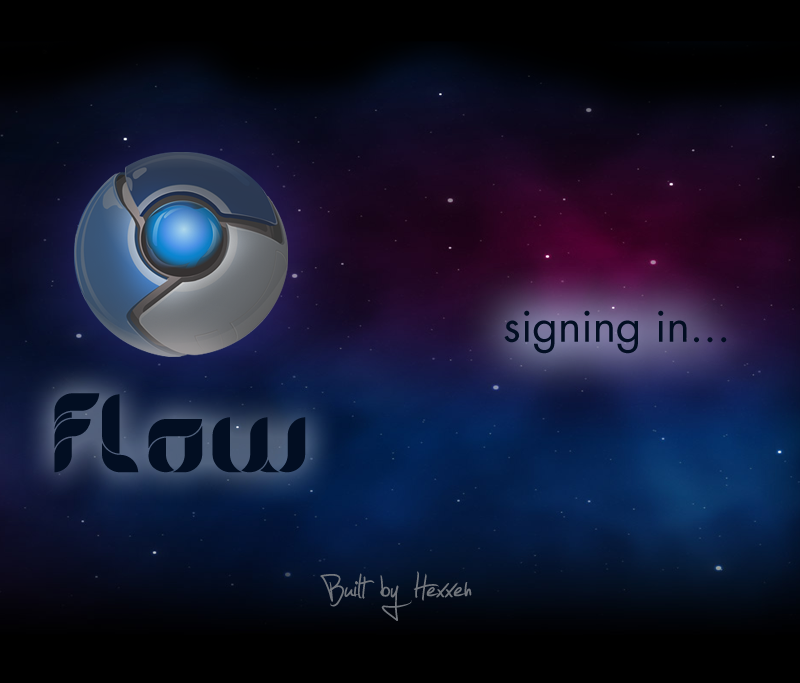
2010年2月15日版本的Chromium OS Flow（流）的登錄螢幕截圖。（運行在VMware上）
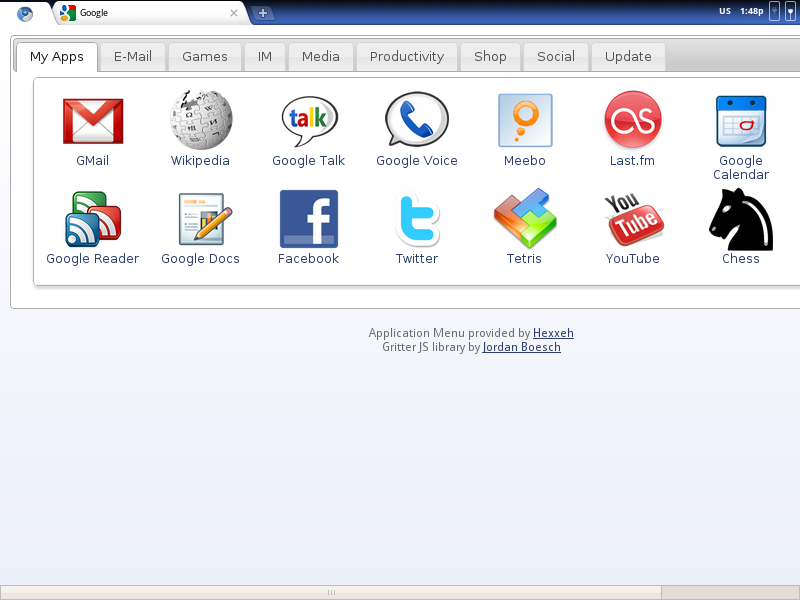
2010年3月7日版本的Chromium OS Flow（流）實際運作的主選單截圖。（運行在VMware上）
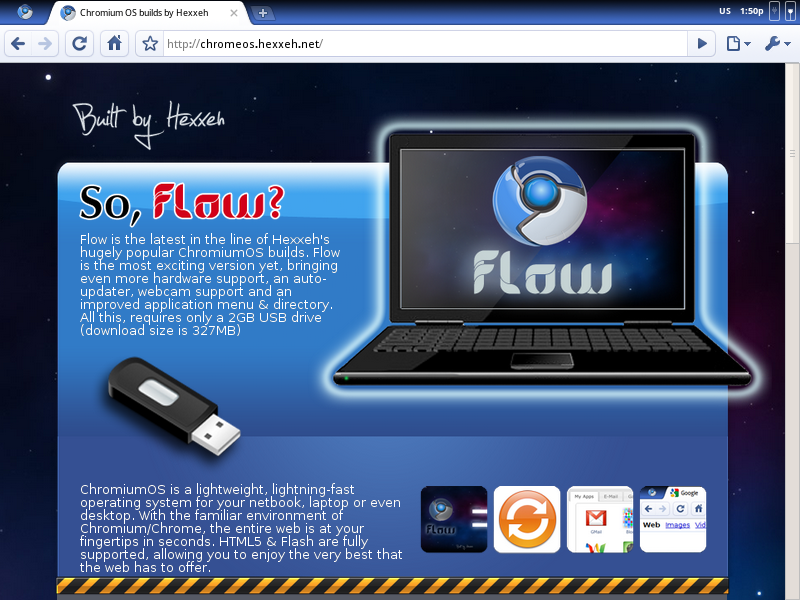
Chromium OS Flow（流）瀏覽網路時的截圖。（運行在VMware上）

### ChromiumOS Vanilla（香草）
2010年8月13日，Hexxeh發布了一個更新過的版本─「ChromiumOS Vanilla（香草）」。然而嚴格來說這並不能算是一個完整的版本，因為Vanilla（香草）並沒有另外添加其他的原始代碼。這個版本被認為可能是ChromiumOS官方向Hexxeh提出該次計畫，用來作為該作業系統的市場測試版本。在Vanilla（香草）中，使用者能夠輕易的安裝由Hexxeh所指定的硬體，而其他官方版本的軟體則時有衝突的可能。而在這版本之後，Hexxeh幾乎每天都會發布新的更新資料，並自動安裝在作業系統上。

### Chromium OS Lime（萊姆）
Hexxeh在發布ChromiumOS Flow（流）後不斷提供更新檔更新，並於2010年12月宣布即將推出全新的版本「Chromium OS Lime（萊姆）」，或者乾脆簡稱為「Lime（萊姆）」。到了2011年1月，Lime（萊姆）針對Google提供給Chrome OS的原型硬體Cr-48給予支援，同時發布了一個通用的BIOS應用程序提供安裝。而在2011年3月13日，Hexxeh則在他自己的部落格中發布專門給予開發人員使用的虛擬架設平台程式。

### 其他版本
Neverware公司的 CloudReady 是基於ChromiumOS二次開發的一個產品可供免費使用。
同样，一家名为燧炻创新的公司，想通过对ChromiumOS的二次开发，推出FydeOS （2018年6月前为FlintOS）以打造中国本土化的Chrome OS系统。
開放性源碼作業系統Linux版本的Ubuntu也有 Chromixium OS 這個分支。

## 對ChromiumOS的評價
ChromiumOS在一開始便是以小筆電為主要作業平台，但是也支援x86的桌上型電腦使用。截至2010年5月為止，ChromiumOS的原始碼已經在網路被下載超過百萬次，這其中還包括正在開發中的作業系統。其中當前最為流行的版本便是由17歲的Hexxeh所開發的一系列作業軟體。特別的是在他所開發可由USB隨身碟中的作業軟體中，已包括有大多數的作業軟體功能；有些功能甚至連Google工程師都尚未落實引進，例如支援Java程式語言等功能。
而2011年5月，電腦公司戴爾發布了一個全新的戴爾Inspiron Mini 10V小筆電；整個企劃生產案總共耗時了18個多月，同時該筆記型電腦便是以ChromiumOS作為作業系統。雖然在硬體上仍不支援音訊設備，但是其主要特點在於能夠以USB設備執行啟動程式。有些電腦公司也開始為他們所租產的設備預先安裝有ChromiumOS，例如澳大利亞公司Kogan Technologies便為自家公司推出的Kogan Agora筆記型電腦與Xi3模組化電腦搭載了ChromiumOS。
雖然Google公司在ChromiumOS正式發布之前，並沒想到會有如此大量的愛好者使用且改良ChromiumOS。然而許多人就像擔任Google全球產品管理部門副總裁的桑德爾·皮蔡（Sundar Pichai）所想的：「令我們驚訝的是許多人十分喜愛Hexxeh所開發的版本。」森達爾認為釋放了一個作業系統的原始碼，將會帶來許多意想不到的發展結果，正如他所說的：「如果你決定做一個開源計畫時，你就必須要開放所有的功能。」

## 外部連結
- （英文）ChromiumOS（页面存档备份，存于）
- （英文）ChromiumOS Flow